# 小行星3998
小行星3998（英語：3998 Tezuka）是一颗围绕太阳公转的小行星。1989年1月1日，小島卓雄在千代田发现了此天体。
这颗小行星的绝对星等为75.88509871051107等。